# Björn Järnsida

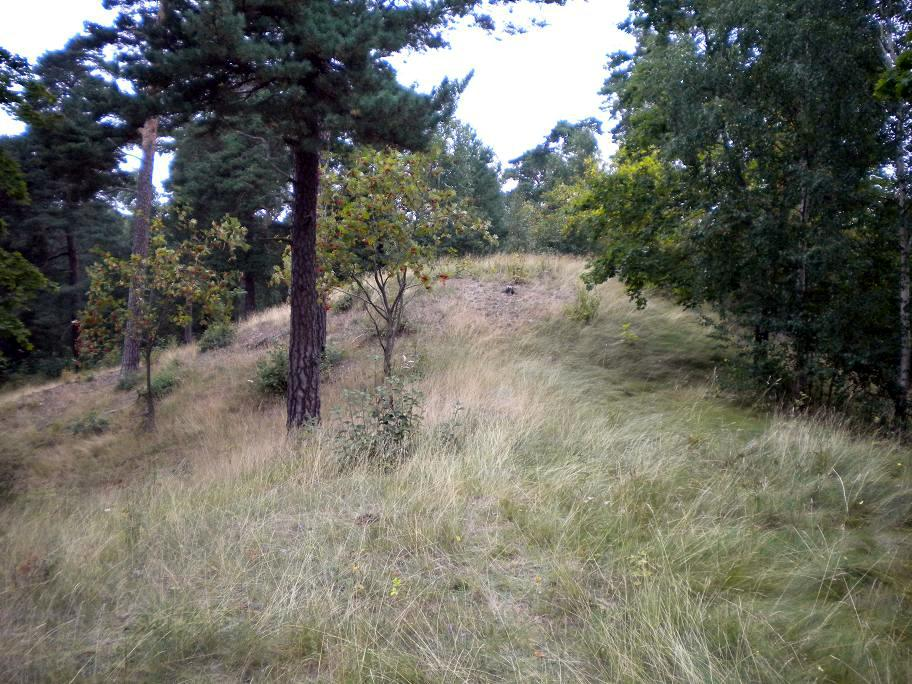
De grafheuvel van Björn Järnsida in Munsö

Björn Järnsida was volgens de legende de zoon van Ragnar Lodbrok en Aslaug en hij zou geleefd hebben in de negende eeuw. Deze legendarische koning van Zweden wordt gezien als een van de stichters van het huis Munsö.
De naam Järnsida betekent 'IJzeren flank' (Coastae ferrae); Björn meende dankzij magische bescherming niet gewond te kunnen raken in de strijd. De Hervarar saga vertelt dat Järnsida werd gedood door Eysteinn Beli, een goede vriend van Ragnar Lodbrok. Andere bronnen stellen dat hij in Friesland is gestorven.
Björn Järnsida is waarschijnlijk identiek aan de Vikinghoofdman Berno, Biornus of Wern, die samen met zijn mentor Hastein in de jaren 855 tot 862 actief was in Frankrijk, Spanje en Italië.

## Järnsida in hedendaagse cultuur
In de serie Vikings, van televisiezender History, werd Björn Järnsida gespeeld door Nathan O'Toole (als jongen) en Alexander Ludwig. In de serie wordt hij neergezet als oudste zoon van Ragnar met zijn eerste vrouw Lagertha.
In Amersfoort staat een groot, houten beeld van de Zweedse beeldhouwer Calle Örnemark, dat naar Järnsida verwijst: De Viking.